# 大仪镇 (仪征市)
大仪镇，是中华人民共和国江苏省扬州市仪征市下辖的一个乡镇级行政单位。

## 行政区划
大仪镇下辖以下地区：
大仪街道社区、大巷街道社区、香沟街道社区、路南村、路北村、路东村、高田村、泗涧村、万集村、双涧村、河北村、老坝村、香沟村、张家村、朱桥村、何巷村、大巷村、杭集村、公路村、圣棠村和千棵村。